# 拉萨罗·马丁内斯
拉萨罗·马丁内斯（西班牙語：Lázaro Martínez，1962年11月11日—），古巴男子田径运动员，主攻400米短跑。他曾代表古巴参加1992年夏季奥林匹克运动会田径比赛，获得男子4×400米接力银牌。